# Ross Greene
Ross W. Greene, Ph.D., es un psiquiatra estadounidense, conocido sobre todo por su trabajo en el ámbito del trastorno negativista en niños. Es Profesor Asociado del Departamento de Psiquiatría en la Escuela Médica de Harvard y autor de diversos libros de referencia.

## Aportes
Iniciador del enfoque colaborativo de resolución de problemas (Collaborative Problem Solving), denomina su modelo como colaborativo y proactivo -Collaborative & Proactive Solutions (CPS)-. Es autor de los exitosos libros The Explosive Child y Lost at School. Sus investigaciones han sido apoyadas por el Stanley Medical Research Institute, el National Institute on Drug Abuse, el U.S. Department of Education, y el Maine Juvenile Justice Advisory Group. Es consultor de numerosas escuelas generales y de educación especial, e imparte conferencias por todo el mundo. Ha fundado la organización sin ánimo de lucro Lives in the Balance.

### En castellano
- 2003 El niño insoportable. Ed. Medici. ISBN 9788489778863

### En inglés
- The Explosive Child
- Lost at School